# Lam
Trhová obec Lam se nachází v Bavorském lese v blízkosti českých hranic. Obcí protéká řeka Weisser Regen.

## Historie
První zmínka o obci pochází z roku 1279 z listin Jindřicha z Řezna. V roce 1463 se v okolí obce začíná těžit stříbro, a to až do roku 1732. Od roku 1998 je štola v provozu jako turistická atrakce a terapeutická štola.[ujasnit]
Během bojů v první světové válce padlo 32 mužů z Lamu. V druhé světové válce padlo 173 mužů. V roce 1978 byla k Lamu připojena obec Engelshütt. Za posledních 35 let[kdy?] klesl počet obyvatel o 16 procent z 3095 na 2599.

## Doprava
V obci je konečná stanice vlaků. Do obce zajíždí 4 autobusové linky. Obcí prochází silnice 2138 a 2154.

## Fotbalový klub
Obec má svůj fotbalový klub, který byl založen 1923. Klub hraje 6. nejvyšší německou fotbalovou ligu. K roku 2023 v klubu hrají tři Češi Vaclav Uzlik, Miroslav Spirek a Tomas Kepl.

## Místní části
Obec má 28 částí. 
- Absetz
- Baumlager
- Buchet
- Buchetbühl
- Engelshütt
- Frahels
- Frahelsbruck
- Gaberlsäg
- Ginglmühle
- Himmelreich
- Hinteröd
- Hinterschmelz
- Hinterwaldeck
- Holzmühle
- Hütten
- Irlmühle
- Lam
- Lambach
- Oberschmelz
- Rathgeb
- Riederberg
- Riedermühle
- Schmelz
- Stierberg
- Trailling
- Vorderöd
- Vorderschmelz
- Vorderwaldeck

## Politika
Místní zastupitelstvo se skládá ze 14 členů. Poslední volební účast v roce 2020 byla 69,4 %. 

## Pamětihodnosti
- Zaniklý hrad Ostrý na česko-německé hranici na vrcholu hory Ostrý